# Ludwig Witkowski
Ludwig Witkowski (ur. 12 października 1849 w Poznaniu, zm. po 1927) – niemiecki lekarz psychiatra, profesor Uniwersytetu w Strasburgu. 
Był synem kupca jedwabnego Arnolda Witkowskiego (1815–1878) i jego żony Ernestine z domu Krakau (1825–1903). Jego braćmi byli dziennikarz i aktor Maximilian Harden (1861–1927), prawnik, dyrektor banku i polityk Richard Witting (1856–1923), Carl Sigismund Witting, Henry Witting (1866–?) i sędzia Julian Max Witting (1846–1923). Jako jedyny z rodzeństwa nie zmienił nazwiska. Uczęszczał do Französisches Gymnasium w Berlinie, ukończył je na wiosnę 1867. Następnie studiował medycynę na Uniwersytecie w Berlinie i 6 marca 1872 otrzymał tytuł doktora nauk medycznych. Specjalizował się w psychiatrii w Strasburgu i był asystentem w tamtejszej klinice psychiatrycznej. Do 1889 praktykował w Hœrdt, od 1889 w Karlingen. Od 14 listopada 1927 profesor psychiatrii na Uniwersytecie w Strasburgu.

## Wybrane prace
- Ein sehr protrahirter Fall von Abdominaltyphus mit Ausgang in Lungengangrän: Inaugural-Dissertation. Berlin: Lange, 1872
- Ueber Herzleiden bei Geisteskranken. Allgemeine Zeitschrift für Psychiatrie 32, ss. 347-377 (1875)
- Ueber Entstehung von Geisteskrankheiten im Elsass im Zusammenhang mit den Kriegsereignissen von 1870/71. Archiv für Psychiatrie 7, ss. 80-97 (1876)
- Ueber das melancholische Anfangsstadium der Geisteskrankheiten. Berliner klinische Wochenschrift 13, ss. 722-725 (1876)
- Ueber Gehirnerschütterung. Arch. f. path. Anat. 69, ss. 498-516 (1877)
- Ueber die Morphiumwirkung (1877)
- Ueber atypische Augenbewegungen. Archiv für Anatomie und Physiologie ss. 454-471 (1877)
- Ueber die Morphiumwirkung. Arch. f. exper. Path. u. Pharmakol. 7, ss. 247-270 (1877)
- Einige Bemerkungen über den Veitstanz des Mittelalters und über psychische Infection. Allgemeine Zeitschrift für Psychiatrie 35, ss. 591-598 (1878)
- Raehlmann E, Witkowski L. Ueber das Verhalten der Pupillen während des Schlafes, nebst Bemerkungen zur Innervation der Iris. Archiv für Anatomie und Physiologie ss. 109-121 (1878)
- Ueber einige Bewegungserscheinungen an den Augen. Archiv für Psychiatrie 9, s. 443, 11, s507 (1878/79)
- Zur Wirkung des Morphiums und des Chloralhydrats. Deutsche Medizinische Wochenschrift 5, ss. 513-515 (1879)
- Zur Morphiumwirkung. Deutsche Medizinische Wochenschrift (1879)
- Ueber einige Bewegungserscheinungen an den Augen. Archiv für Psychiatrie 9, ss. 443-446 (1879)
- Einige Bemerkungen über die Epilepsie. Allgemeine Zeitschrift für Psychiatrie 37, ss. 182-190 (1880)
- Zur Nervendehnung. Archiv für Psychiatrie 11, 532-537, 1 pl. (1880)
- Ueber recurrirende Manien. Berliner klinische Wochenschrift 18, s. 340 (1881)
- Notiz zur Pathologie der Ganglienzellen. Archiv für Psychiatrie 14, s. 420 (1883)
- Ueber die Neuroglia. Archiv für Psychiatrie 14, ss. 155-163 (1883)
- Ueber Knochen- und Concrementbildung im Gehirn. Archiv für Psychiatrie 14, ss. 415-420 (1883)
- Absteigende Degeneration nach Porencephalie. Archiv für Psychiatrie 14, ss. 410-415 (1883)
- Ueber einige Erscheinungen epileptischer und comatöser Zustände. Neurologisches Centralblatt 3, ss. 508-512 (1884)
- Ueber einige Erscheinungen epileptischer und comatöser Zustände. Allgemeine Zeitschrift für Psychiatrie 41, ss. 673-678 (1885)
- Ueber epileptisches Fieber und cinige andere die Epilepsie betreffende klinische Fragen. Berliner klinische Wochenschrift 23, ss. 739-759 (1886)
- Ueber den Schwachsinn. Neurologisches Centralblatt 5, ss. 569-575 (1886)
- Goethe und die locale traumatische Neurose. Deutsche Medizinische Wochenschrift 15, ss.966; 985 (1889)